# März 2007
Portal Geschichte | Portal Biografien | Aktuelle Ereignisse | Jahreskalender | Tagesartikel

◄ |
20. Jahrhundert |
21. Jahrhundert

◄ |
1970er |
1980er |
1990er |
2000er
| 2010er | 2020er | 2030er | ►

◄ |
2003 |
2004 |
2005 |
2006 |
2007
| 2008 | 2009 | 2010 | 2011 | ►

◄ |
Dezember 2006 |
Januar 2007 |
Februar 2007 |
März 2007 |
April 2007 |
Mai 2007 |
Juni 2007 |
►
Dieser Artikel behandelt tagesbezogene Nachrichten und Ereignisse im März 2007.

## Tagesgeschehen

### Donnerstag, 1. März 2007

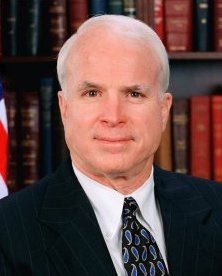
John S. McCain III.

- Berlin/Deutschland: Im BND-Untersuchungsausschuss kommt es zum Eklat, da wichtige Akten zum Fall des verschleppten Bremer Türken Murat Kurnaz verschwunden sind. Dabei handelt es sich ausgerechnet um jene Unterlagen des Bremer Verfassungsschutzes, die nach Meinung des Bundesamtes für Verfassungsschutz und der damaligen Bundesregierung belegten, dass Kurnaz dennoch ein Sicherheitsrisiko darstellte – und dies im Gegensatz zur Einschätzung der BND-Mitarbeiter, die ihn in Guantánamo verhört hatten. Die weiteren Vernehmungen werden verschoben.[1]
- Berlin/Deutschland: Das Werben des Bundesarbeitsministers Franz Müntefering (SPD) für die Einführung von Mindestlöhnen für Müllmänner und andere Berufsgruppen beantworten der Arbeitgeberverband Mittelständischer Personaldienstleister e. V., der Arbeitsgemeinschaft Selbständiger Unternehmer e. V., der Bundesverband der Selbständigen e. V. sowie Wirtschaftspolitiker aus den Unionsparteien mit einer gemeinsamen Erklärung, in der sie Mindestlöhne als „unsozial“ bezeichnen, da jene Arbeitsplatzabbau und Schwarzarbeit förderten.[2]
- Bern/Schweiz: Der Bundesrat spricht sich im Bereich Bildung für die Erweiterung der bilateralen Abkommen mit der Europäischen Union aus dem Jahr 2004 aus und befürwortet eine Beteiligung am Programm „Jugend in Aktion“ sowie am Aktionsprogramm für lebenslanges Lernen.[3][4]
- Kopenhagen/Dänemark: Das selbstverwaltete Jugendhaus Ungdomshuset wird durch einen massiven Polizeieinsatz mit Unterstützung von Anti-Terror-Einheiten[5] geräumt, wobei ein deutscher Besetzer nach TV-Angaben am Kopf verletzt wurde. Die Polizei befürchtet weitere Krawalle.[6]
- Tokio/Japan: Der japanische Ministerpräsident Shinzō Abe leugnet die Zwangsprostitution während des Zweiten Weltkrieges durch die japanischen Besatzungstruppen in Korea, China und Indochina: „Es gibt keinen Beweis dafür, dass Zwang auf Frauen ausgeübt wurde, wie es zunächst geheißen hatte“. Abe brüskiert damit u. a. eine Resolution des US-Kongresses, der Japan dazu aufgefordert hatte für die belegten Vorgänge die historische Verantwortung zu übernehmen.[7]
- Rotterdam/Niederlande: Die Inbetriebnahme der neuen Güterbahnstrecke Betuwelijn im Umfeld des Rotterdamer Hafens verzögert sich weiterhin bis voraussichtlich Juni 2007, da der Testbetrieb mit verschiedenen Loktypen anhält.[8]
- Washington, D.C./Vereinigte Staaten: Der republikanische Senator für den US-Bundesstaat Arizona und Vietnam-Veteran John McCain kündigt seine Kandidatur zur Wahl des US-Präsidenten an.[9]

### Freitag, 2. März 2007
- Enterprise/Vereinigte Staaten: Verheerende Wirbelstürme fordern im Süden der Vereinigten Staaten insgesamt elf Todesopfer in den US-Bundesstaaten Alabama, Missouri, Georgia und North Dakota. Alleine fünf Menschen sterben in einer Schule in Enterprise. Der Gouverneur von Alabama ruft den Notstand aus.[10]
- Quetta/Pakistan: Nach Angaben von CNN verhaften pakistanische Sicherheitskräfte im Südwesten des Landes den hochrangigen Talibanführer Mullah Obaidullah Achund bei einer Razzia.[11]

### Samstag, 3. März 2007
- Berlin/Deutschland: Sprecher des DGB und der IG Metall werfen den Managern der Unternehmen EADS/Airbus, Deutsche Telekom und Bayer AG „mangelndes soziales Verantwortungsgefühl bzw. Gewissen“ vor, da sie Zehntausende von Arbeitskräften entlassen oder in nahezu sozialabgabenfreie Tochterfirmen zur Kostensenkung ausgliedern würden.[12]
- Braunschweig/Deutschland: Die Staatsanwaltschaft Braunschweig erhebt Anklage gegen den ehemaligen VW-Betriebsratsvorsitzenden Klaus Volkert wegen Anstiftung zur Untreue. In der VW-Korruptionsaffäre, in der neben 12 anderen Personen der frühere VW-Personalmanager Klaus-Joachim Gebauer wegen Untreue angeklagt ist, geht es um Schmiergelder, so genannte Lustreisen, Bordellbesuche, Luxusgeschenke und Flugreisen für Geliebte und „Sexpartys“, die mit Firmengeldern finanziert wurden.[13]
- Sapporo/Japan: Ronny Ackermann verteidigt bei den Weltmeisterschaften der Nordischen Kombination seinen Titel in der Einzelwertung. Nach zwei Sprüngen von der Normalschanze und dem 15-Kilometer-Langlauf verweist Ackermann den Amerikaner Bill Demong und Anssi Koivuranta aus Finnland auf die weiteren Medaillenränge.[14]
- Sapporo/Japan: Der polnische Skispringer Adam Małysz wird zum vierten Mal Weltmeister. Der Pole springt auf der Normalschanze in Sapporo allen anderen Springern davon und gewinnt schließlich mit 22 Punkten Vorsprung Gold. Der Schweizer Simon Ammann holt sich Silber, der Österreicher Thomas Morgenstern bekommt Bronze.[15]

### Sonntag, 4. März 2007
- Riad/Saudi-Arabien: Der iranische Präsident Mahmud Ahmadinedschad besucht Saudi-Arabien, um dessen Königshaus entgegenzukommen, das dem steigenden Einfluss der Schiiten im Nahen Osten besorgt gegenübersteht, und die Irak-Konferenz der folgenden Woche mittels bilateraler Gespräche vorzubereiten.[16]
- Tallinn/Estland: Die Regierungspartei von Andrus Ansip gewinnt 27 Prozent der Stimmen in den Parlamentswahlen und vergrößert die Anzahl ihrer Sitze im Parlament von 19 auf 31.[17][18]

### Montag, 5. März 2007

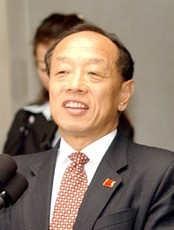
Li Zhaoxing

- Taipeh/Taiwan: Der Präsident Taiwans, Chen Shui-bian möchte in einer deutlichen Abkehr von seiner bisherigen Politik die Unabhängigkeit von China erreichen: „Taiwan muss die Unabhängigkeit anstreben, muss seinen Namen ändern, muss eine neue Verfassung bekommen und Entwicklung anstreben.“ China trifft diese neue Wendung der taiwanesischen Politik relativ unerwartet. So greift nur der chinesische Außenminister Li Zhaoxing zu einer härteren Tonart gegenüber dem „örtlichen Provinzführer“, dessen Pläne zum Scheitern verurteilt seien, und verweist drohend auf das Abspaltungsgesetz, welches zu einem Militärschlag ermächtigt.[19]
- Zell am See/Österreich: Bei einer Kollision eines österreichischen Kleinflugzeugs und eines schweizerischen Transport-Hubschraubers vom Typ Super Puma AS 332 C1 sterben acht Menschen.[20]

### Dienstag, 6. März 2007
- Dhaka/Bangladesch: Ein Brand in den Elendsvierteln der Hafenstadt Chittagong fordert in der Nacht 21 Todesopfer. Erst nach fünf Stunden können die Feuerwehrleute die Feuersbrunst, die in einem Lagerhaus mit leicht entzündbaren Materialien entstanden war, unter ihre Kontrolle bringen.[21]
- Genf/Schweiz: Der diesjährige Genfer Auto-Salon steht im Zeichen des Klimaschutzes.[22]
- Karlsruhe/Deutschland: Ein Beamter unterliegt in einem Rechtsstreit vor dem Bundesverfassungsgericht. Nach dessen Urteil muss Beamten in Ballungsräumen aufgrund der höheren Lebenshaltungskosten kein besonderer Ballungsraumzuschlag gezahlt werden. Der 51-jährige Polizist hatte geltend machen wollen, dass er sich in München einen deutlich niedrigeren Lebensstandard leisten könne als in Bayreuth.[23]
- Kerbela/Irak: Zwei Selbstmordattentäter töten rund schiitische 100 Pilger auf dem Weg zu den heiligen Stätten von Kerbela bei Hilla.[24]
- Padang/Indonesien: Bei zwei Erdbeben der Stärke 6,3 bzw. 6,4 Mw auf der Insel Java kommen 85 Menschen ums Leben. 430 Menschen werden aufgrund ihrer Verletzungen in Krankenhäusern behandelt.[25]

### Mittwoch, 7. März 2007

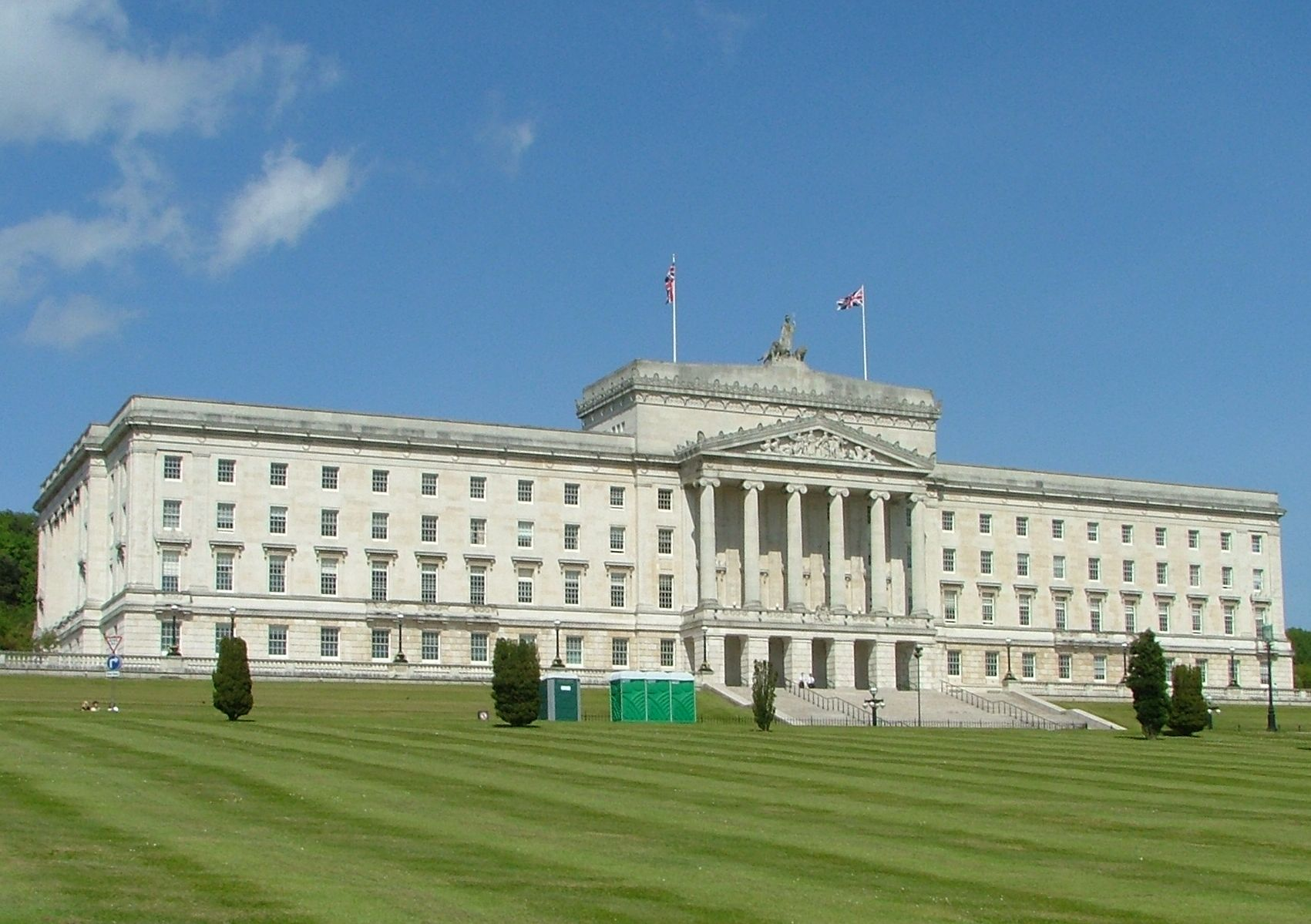
Parlamentsgebäude Nordirlands

- Belfast/Vereinigtes Königreich: Bei der zum dritten Mal abgehaltenen Wahl zur Nordirland-Versammlung erreicht die unionistische Democratic Unionist Party erneut die meisten Sitze, gefolgt von der republikanischen Partei Sinn Féin. Die gemäßigten Parteien, Social Democratic and Labour Party sowie Ulster Unionist Party, verlieren in der Summe fast 10 % Stimmenanteil. Das Vereinigte Königreich und Irland drohen mit der Auflösung der Versammlung, falls keine Regierung zu Stande kommt.[26][27]
- Yogyakarta/Indonesien: Eine Boeing 737-400 der Fluggesellschaft Garuda Indonesia gerät beim Landeanflug auf den Flughafen von Yogyakarta in Brand und schießt bei der anschließenden Notlandung über die Landebahn hinaus, um dort in einem Reisfeld vollständig auszubrennen. Bisher sollen 22 Tote zu beklagen sein, 118 Menschen sollen das Unglück, mit teilweise schwersten Verbrennungen, überlebt haben. Nach australischen Informationen befanden sich bis zu zehn australische Diplomaten und Journalisten, die Außenminister Alexander Downer auf einer Indonesienreise begleiteten, in dem Passagierflugzeug.[28][29]

### Donnerstag, 8. März 2007

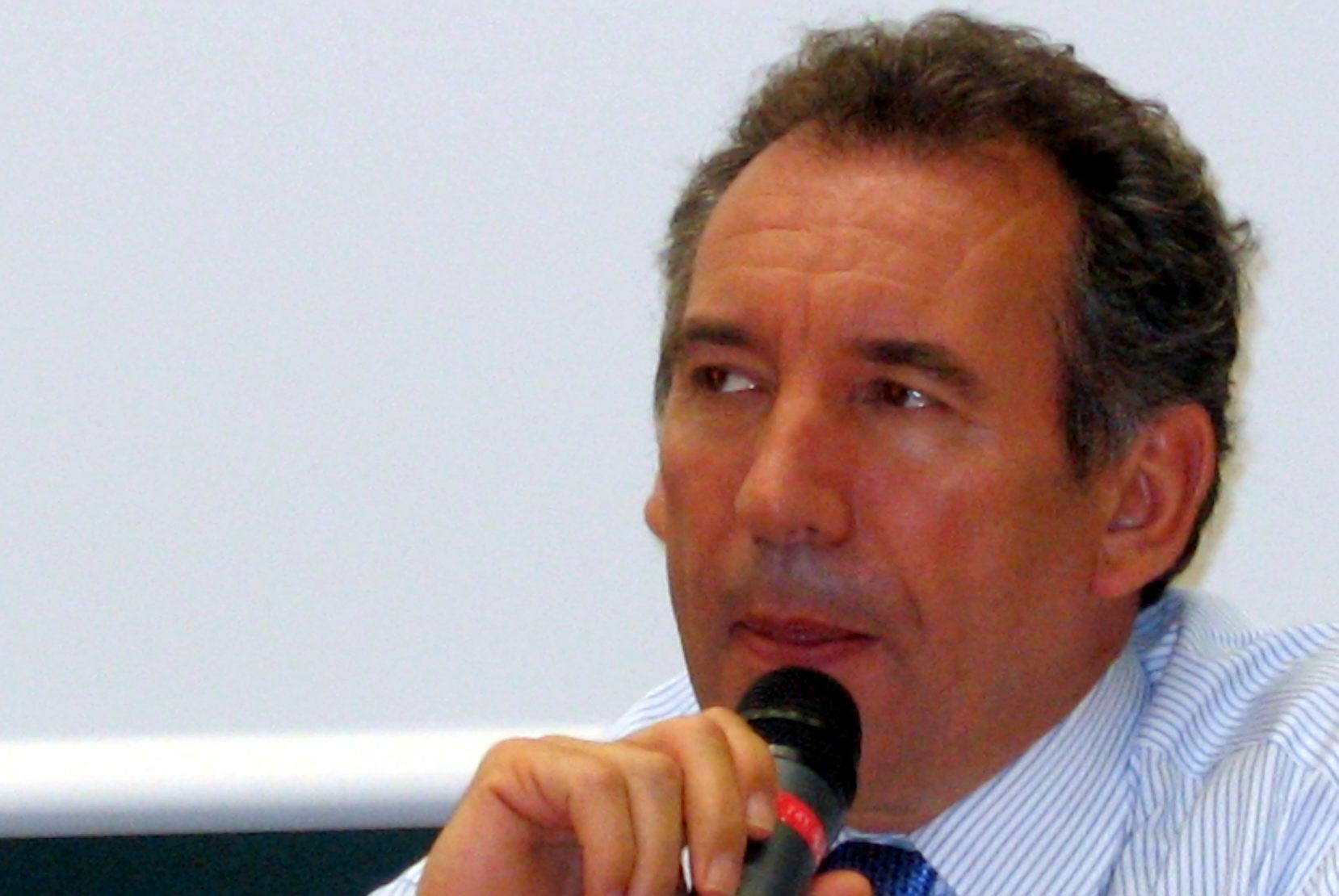
François Bayrou

- Antwerpen/Belgien: Im Hafen von Antwerpen kentert das 216 m lange ConRo-Schiff Repubblica di Genova der Grimaldi Lines während des Beladevorgangs. Ein Teil der Ladung von 300 Containern und PKW der Marke Fiat geht dabei über Bord.[30]
- Hanoi/Vietnam: Japan und Nordkorea beenden vorzeitig die Gespräche über eine Verbesserung ihrer bilateralen Beziehungen aufgrund der Verstimmungen der Koreaner über die Leugnung der Trostfrauen durch den japanischen Premierminister Abe.[31]
- Kabul/Afghanistan: Diebe erschießen nach der Version des Gouverneurs der Provinz Sar-e-Pul, Sayed Mohammad Iqbal Munib, einen deutschen Mitarbeiter der Welthungerhilfe, nachdem sie seine drei afghanischen Begleiter und ihn ausgeraubt hatten. Eine Sprecherin der Welthungerhilfe gibt eine andere Version wieder, wonach es sich nicht unbedingt um Räuber gehandelt habe.[32]
- Lahnstein/Deutschland: Im ersten Tarifabschluss für 2007 einigen sich in der Chemieindustrie Arbeitgeber- und Arbeitnehmervertreter (IG BCE) auf 3,6 % mehr Lohn für die 550.000 Beschäftigten innerhalb der nächsten 13 Monate.[33]
- Paris/Frankreich: Aus dem Zweikampf um das französische Präsidentenamt zwischen der sozialistischen Kandidatin Ségolène Royal und dem konservativen Innenminister Nicolas Sarkozy (Union für eine Volksbewegung) wird durch den Antritt von François Bayrou von der liberalen Union für die französische Demokratie ein Dreikampf. Nach neuen Umfragen zur bevorstehenden Wahl im Mai des Instituts CSA liegen alle drei Kandidaten Kopf an Kopf mit Zustimmungswerten von jeweils circa 25 %.[34]

### Freitag, 9. März 2007

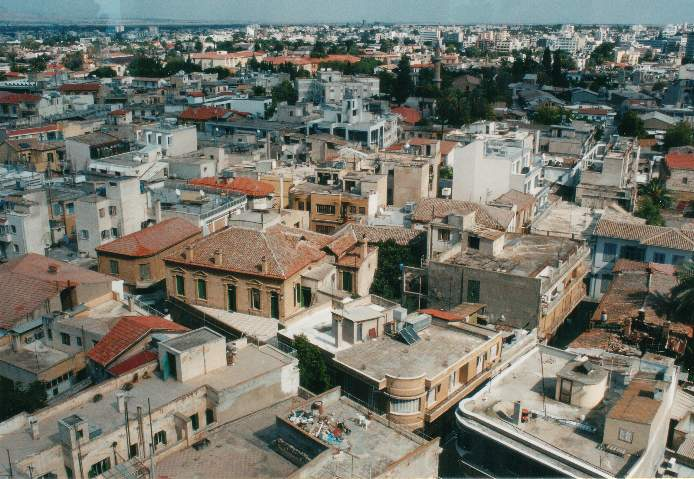
Nikosia, Zypern

- Berlin/Deutschland: Der Bundestag verabschiedet entgegen den Protesten der Gewerkschaften die Rente mit 67 Jahren. Das Parlament billigt in offener Abstimmung den gemeinsamen Entwurf von CDU/CSU-Union und der SPD. 408 Abgeordnete sprechen sich für die neue Regelung aus, 169 stimmen dagegen, vier Parlamentarier enthalten sich der Stimme. Der Bundesrat muss nun der schrittweisen Anhebung des Renteneintrittsalters von 65 auf 67 Jahren bis zum Jahr 2029 noch zustimmen.[35]
- Berlin/Deutschland: Der Bundestag beschließt bei 157 Gegenstimmen aus allen Fraktionen die Entsendung von Tornado-Jets nach Afghanistan; die Unions-Abgeordneten Willy Wimmer und Peter Gauweiler reichen unmittelbar nach der Abstimmung Klage gegen den Einsatz beim Bundesverfassungsgericht ein.[36]
- Brüssel/Belgien: Die Europäische Union verpflichtet sich verbindlich, den Ausstoß von Treibhausgasen bis 2020 um ein Fünftel im Vergleich zu 1990 zu verringern.[37]
- Nikosia/Zypern: Griechische Zyprioten reißen mit Planierraupen Mauerteile der Stadt Nikosia ein, die den griechischen vom türkischen Teil Zyperns trennen. Der zyprische Außenminister Giorgos Lillikas fordert den Abzug der türkischen Truppen. Präsident Tassos Papadopoulos hatte diesen Schritt bereits beim Gipfeltreffen der EU-Staats- und Regierungschefs in Brüssel angekündigt, um an dieser Stelle einen neuen Grenzübergang zu schaffen.[38]
- Washington, D.C./Vereinigte Staaten: Die Demokraten einigen sich auf eine Frist für den Irak-Rückzug bis 2008, d. h. bis zur nächsten Präsidentschaftswahl. Die Präsidentin des Abgeordnetenhauses, Nancy Pelosi, betont dabei, dass es den Demokraten mit dieser Frist sehr ernst sei.[39]

### Samstag, 10. März 2007
- Bagdad/Irak: Der Irak veranstaltet eine Konferenz mit den Regierungen seiner Nachbarstaaten, Vertretern der Vereinten Nationen (UN) und weiteren Akteuren, um das Land zu konsolidieren. Alle Anwesenden, darunter auch der Vertreter aus dem Iran, versprechen ihre Unterstützung bei der Aufgabe, aus dem Irak ein sichereres Land zu machen. Die UN weisen auf die Gefahr hin, dass aus den aktuellen Spannungen im Irak ein regionaler Krieg entstehen könne.[40]
- Dschenin/Palästinensische Autonomiegebiete: Aufgebrachte Palästinenser der militanten Al-Aksa-Brigaden, die der Fatah von Präsident Mahmud Abbas nahestehen, beschießen aus Verärgerung über ausstehende Lohnzahlungen das Hauptquartier der palästinensischen Sicherheitskräfte im Westjordanland.[41]
- Hannover/Deutschland: Das Unternehmen Rossmann legt Einspruch gegen den Beschluss des Bundeskartellamtes wegen Dumping-Preisen ein, das das Unternehmen im Februar 2007 daher zu einer Strafe von 300.000 € verurteilte. Laut der Behörde hatte Rossmann bei 55 Artikeln den Einstandspreis unterboten. Unternehmenschef Dirk Roßmann kündigt andernfalls die „größte Preiserhöhung der Nachkriegszeit“ an.[42]
- Rom/Italien: In Rom gehen Tausende Menschen gegen die Diskriminierung Homosexueller und für die Rechte unverheirateter Paare auf die Straße.[43]
- Washington, D.C./Vereinigte Staaten: Nach dem Prüfungsbericht des zuständigen Generalinspekteurs des Justizministeriums der Vereinigten Staaten hat das FBI in rund 20 Prozent der Fälle, in denen Unterlagen (über Telefonate, E-Mails und Geldtransaktionen) von US-Bürgern angefordert worden waren, diese in vorgeschriebenen Berichten an den US-Kongress nicht aufgelistet.[44]

### Sonntag, 11. März 2007

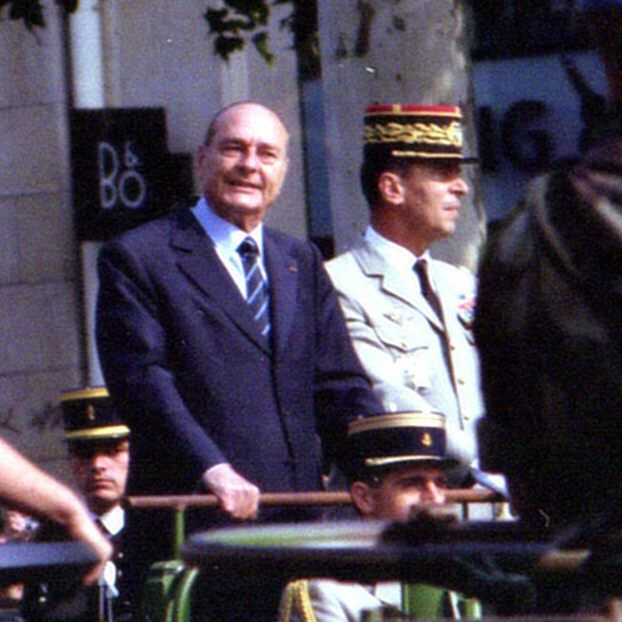
Jacques Chirac (links)

- Berlin/Deutschland, Wien/Österreich: In einer Videobotschaft des al-Qaida nahestehenden Internet-Fernsehsenders „Stimme des Kalifats“ werden die Regierungen der Bundesrepublik Deutschland und Österreich davor gewarnt, weiterhin Soldaten in Afghanistan stationiert zu halten. Sollte dies weiterhin der Fall sein, könne man in beiden Ländern mit Terroranschlägen rechnen. Das Auswärtige Amt gibt hierzu keine Stellungnahme ab.[45]
- Paris/Frankreich: Nach zwölf Jahren wird der französische Staatspräsident Jacques Chirac nicht mehr für eine dritte Amtszeit kandidieren.[46]
- Stuttgart/Deutschland: Die Bundesvereinigung Lebenshilfe für Menschen mit geistiger Behinderung zeichnet den Sozialpädagogen, Musiktherapeuten und bekannten Sänger Guildo Horn sowie die Produktionsfirma Format.E TV Productions mit ihrem Medienpreis „Bobby“ aus. In der SWR-Talkshow „Guildo und seine Gäste“ spreche Horn einfühlsam in „seiner typisch lockeren Art, aber immer auch mit dem notwendigen Respekt“, mit behinderten Gästen.[47]

### Montag, 12. März 2007
- Karlsruhe/Deutschland: Das Bundesverfassungsgericht lehnt einen Eilantrag der Abgeordneten Willy Wimmer und Peter Gauweiler gegen die Entsendung von sechs Tornado-Jets nach Afghanistan aus formalen Gründen ab. Laut Begründung sind die Antragsteller im Gegensatz z. B. zu einer Fraktion nicht befugt, die Rechte des Bundestages geltend zu machen. Die Antragsteller sahen in der Entsendung einen verfassungsmäßige Verletzung, die nur durch eine Abänderung des NATO-Vertrages zulässig sein würde.[48]
- Bonn/Deutschland: Wie seit Anfang des Jahres vorhergesagt wird Wolfgang Klein zum 1. Juli 2007 neuer Chef der deutschen Postbank.[49]
- Moskau/Russland: In Moskau eröffnet die Merowinger-Ausstellung, wo erstmals Beutekunst aus dem Berliner Vor- und Frühgeschichtlichen Museum wieder öffentlich gezeigt wird.[50]

### Dienstag, 13. März 2007
- Berlin/Deutschland: Die Große Koalition einigt sich im jahrelangen Streit um das Bleiberecht von rund 180.000 illegal zugewanderten Ausländern oder bereits abgelehnten Asylbewerbern. Demnach soll nun „geduldeten“ Ausländern, die seit mehr als sechs Jahren in Deutschland leben, ein dauerhaftes Bleiberecht eingeräumt werden, wenn sie bis 2009 eine Arbeitsstelle nachweisen können. Dabei werden durch den Kompromiss keine höheren Sozialleistungen anfallen. Vor Ostern soll der Gesetzentwurf vom Kabinett beschlossen werden.[51]
- New York/Vereinigte Staaten: Der Medienkonzern Viacom will Google und sein Video-Portal YouTube wegen Urheberrechtsverletzungen auf mehr als eine Milliarde US-Dollar Schadenersatz verklagen. Dort gibt man sich unbeeindruckt.[52]
- Rom/Italien: Der Vatikan veröffentlicht das Apostolische Schreiben Sacramentum Caritatis (Sakrament der Liebe), in dem unter anderem einem gemeinsamen Abendmahl von Katholiken und Protestanten eine klare Absage erteilt wird, Latein in der Messe wieder gefördert werden soll, die Zulassung der Kommunion für Wiederverheiratete abgelehnt wird und das Pflichtzölibat für Priester erneut bestätigt wird.[53][54]
- Kingston/Jamaika: Der neunte Cricket World Cup beginnt in den Westindischen Inseln.

### Mittwoch, 14. März 2007
- London/Vereinigtes Königreich: Das britische Parlament beschließt unbeirrt durch eine Rebellion von einigen Labour-Abgeordneten gegen die eigene Regierung Tony Blairs eine Modernisierung der britischen Kernwaffen mit 409 zu 161 Stimmen. Aufgrund der 90 abtrünnigen Parteimitglieder war der Premierminister dabei auf die Stimmen der Opposition angewiesen.[55]
- New York/Vereinigte Staaten: Die Stiftung WWF verkündet die Entdeckung einer neuen Tierspezies, eines in zwei Variationen vorkommenden, auf Borneo und Sumatra lebenden „Wolken-Leoparden“. Der französische Zoologe Georges Cuvier beschrieb die Art allerdings schon im Jahr 1823.[56]

### Donnerstag, 15. März 2007

Anti-Nazi-Symbol

- Karlsruhe/Deutschland: Der 3. Strafsenat des BGH hebt die Verurteilung eines schwäbischen Versandhändlers wegen des Verwendens von Kennzeichen verfassungswidriger Organisationen durch Freispruch auf; dieser hatte unter anderem durchgestrichene Hakenkreuze vertrieben. Durch die Kenntlichmachung mittels des Durchstreichens oder Zerbrechen des Symbols sei die Distanzierung vom Nationalsozialismus ersichtlich.[57]

### Freitag, 16. März 2007
- Hamburg/Deutschland: In der Hansestadt und in anderen europäischen Niederlassungen demonstrieren bis zu 10.000 Beschäftigte von Airbus gegen die Entlassungspolitik des EADS-Mutterkonzerns.[58]
- New York/Vereinigte Staaten: Der Jüdische Weltkongress (WJC) entlässt seinen bisherigen Generalsekretär, Israel Singer, aus allen Ämtern. Hintergrund scheint ein Machtkampf zwischen dem Vorsitzenden Edgar M. Bronfman und dem Israel Jewish Congress (IJC) zu sein.[59]
- New York/Vereinigte Staaten: Nach der erstmaligen Ansprache einer lesbisch-schwulen nationalen Organisation vor dem UN-Menschenrechtsrat hat die Hohe Kommissarin für Menschenrechte der Vereinten Nationen Louise Arbour im Anschluss auf die Notwendigkeit einer UN-Intervention zur Verbesserung der Menschenrechtslage von Homosexuellen hingewiesen und die Staaten aufgefordert, aktiv gegen Menschenrechtsverletzungen gegenüber Homosexuellen vorzugehen.[60]
- Peking/China: Der chinesische Nationaler Volkskongress verabschiedet das erste Eigentumsgesetz und schützt Privateigentum. Des Weiteren steigert China seinen Militärhaushalt um 17,8 % auf umgerechnet rund 34 Milliarden Euro.[61][62]

### Samstag, 17. März 2007
- Berlin/Deutschland: Der Präsident der deutschen Bundesanstalt für Finanzdienstleistungsaufsicht (BaFin) warnt vor einer Schieflage bei so genannten „Hedgefonds“, die mangels Transparenz zu einer Finanzkrise führen könnte. Allein der Hedgefonds Amaranth habe im Herbst 2006 innerhalb weniger Tage eine Werteinbuße in Höhe von 5 Milliarden US-Dollar verzeichnet.[63]

### Sonntag, 18. März 2007

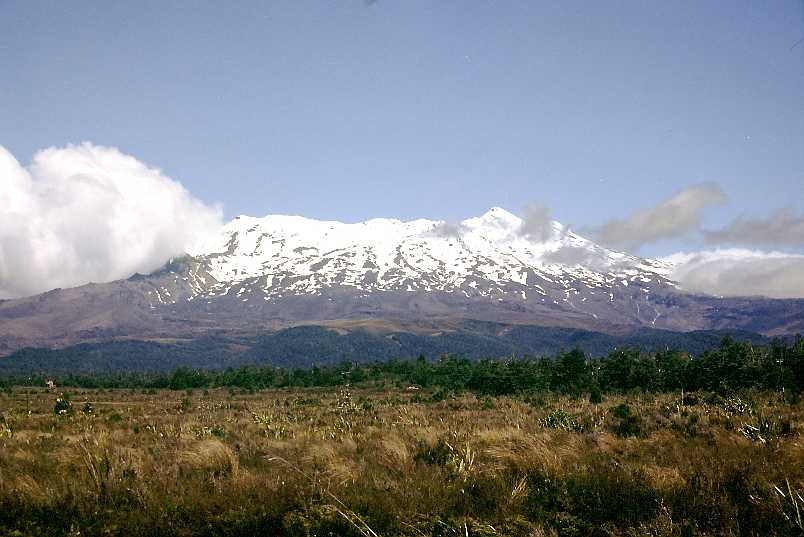
Ruapehu

- Helsinki/Finnland: Bei den Parlamentswahlen in Finnland behält die bisherige Mitte-links-Koalition der liberalen Finnischen Zentrumspartei und der Sozialdemokraten die Regierungsmehrheit und Matti Vanhanen kann weiter regieren.[64]
- Ruapehu District/Neuseeland: Am Ruapehu, einem 2797 m hohen Schichtvulkan auf der nördlichen Insel Neuseelands, bricht eine Stelle in der Wand des 250 m unter dem Gipfel gelegenen 17 Hektar großen Kratersees. Eine Schlammlawine ergießt sich durch das Tal des Flusses Whangaehu vorbei am Dorf Tangiwai ins Meer. Da die Schlammlawine von Experten bereits seit Jahren erwartet wurde, war ein Warnsystem installiert worden, das die Behörden frühzeitig alarmierte. Straßen- und Bahnverbindungen konnten gesperrt werden und so kommt niemand zu Schaden. Lediglich ein Denkmal für die 151 Toten für eine ähnlich Lawine vor 54 Jahren wird beschädigt.[65]

### Montag, 19. März 2007
- Agarak/Armenien: Die Iran-Armenien-Erdgaspipeline wird von den Staatspräsidenten Robert Kotscharjan und Mahmud Ahmadinedschad eröffnet.[66]
- Hannover/Deutschland: Das Unternehmen TUI gibt bekannt, das englische Touristikunternehmen First Choice zu übernehmen (51 Prozent Mehrheit) und den Firmensitz zum Herbst 2007 nach London zu verlegen.[67]
- Münster/Deutschland: Das Landgericht Münster verhandelt den Fall des so genannten Bundeswehr-Skandals gegen 18 ehemalige bzw. noch aktive Offiziere der Bundeswehr, die in ihrer Eigenschaft als Ausbilder durch grobe Missachtung der Dienstpflicht und Verletzung der Menschenwürde zahlreiche Rekruten der Freiherr-vom-Stein-Kaserne in Coesfeld im Sommer 2004 verletzt bzw. misshandelt haben sollen. Im Falle einer Verurteilung sind Freiheitsstrafen von bis zu zehn Jahren zu erwarten.[68]
- Nowokusnezk/Russland: In einem sibirischen Kohlebergwerk werden nach einer Explosion Kohlestaub oder Methangas 188 Bergleute unter Tage verschüttet. Die Zahl der Todesopfer steigt auf  110. 55 Personen vermag man bis dato in Sicherheit zu bringen.[69]

### Dienstag, 20. März 2007
- Berlin/Deutschland: Der Wehrbeauftragte des Bundestages, Reinhold Robbe (SPD), bezeichnet die Verhältnisse in deutschen Kasernen in einer Pressekonferenz vor der Verlesung seines aktuellen Berichts als skandalös aufgrund der finanziellen Unterversorgung bei der Instandhaltung der Unterkünfte gerade im Westen der Republik und der Besoldung der Soldaten: „Zwei Drittel von ihren gehören zu den unteren Einkommensgruppen.“ Außerdem empfiehlt er die Anforderungen durch Auslandseinsätze nicht einfach auszubauen. „In jedem Einzelfall gilt es zu prüfen, ob die Bundeswehr zu stark belastet oder gar überfordert ist“.[70]
- Jeisk/Russland: Bei einem Brand in einem russischen Altenheim in der Schwarzmeer-Region Kuban kommen 63 Menschen ums Leben. 37 weitere Personen sollen laut Behördenangaben verletzt worden sein. Die Feuerwehr trifft aufgrund der großen Entfernung von 50 km zum Brandort erst nach einer Stunde am Unglücksort ein. Es ist der zweite Fall eines Altenheimbrandes in Russland seit Anfang des Jahres.[71]
- London/Vereinigtes Königreich: Die Labour-Regierung in England verabschiedet ein Gesetz, das es Schulen im Land ermöglicht, Schleier oder Niqab bei Mädchen in den Schulen zu verbieten.[72]
- Wien/Österreich: Das Tiefdruckgebiet „Paul“ sorgt für eine Wiederkehr des Winters in Süddeutschland und vor allen Dingen in der Alpenrepublik. Aufgrund des massiven und nassen Schneefalls fallen mehrere Überlandleitungen aus, so dass im Süden Österreichs in 40.000 Haushalten der Strom für Stunden ausfällt.[73]

### Mittwoch, 21. März 2007

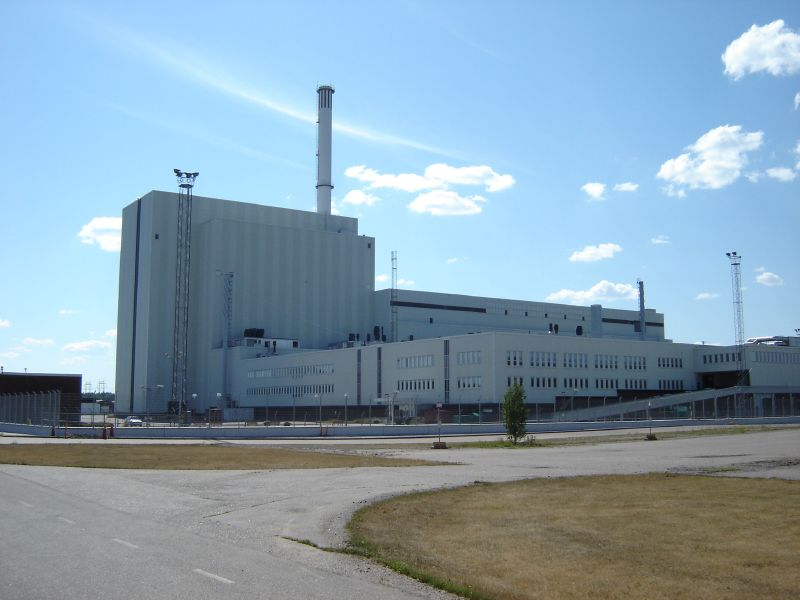
Kernkraftwerk Forsmark

- Berlin/Deutschland: Der frühere Berlin-Hyp-Vorstand und CDU-Fraktionschef Klaus-Rüdiger Landowsky wird in der so genannten Berliner Bankenaffäre wegen Untreue bei der Vergabe von Millionenkrediten an das Immobilienunternehmen Aubis zu einer Bewährungsstrafe von 16 Monaten verurteilt.[74]
- Berlin/Deutschland: Finanzminister Peer Steinbrück stellt die Abschaffung des Briefmonopols in Frage, da andere EU-Länder sich weigern, ausländischen Unternehmen die Briefbeförderung zu gestatten.[75]
- Genf/Schweiz: Im Anschluss an eine zehntägige Informationsreise im Februar 2007 empfiehlt der Inspektor der UN-Menschenrechtskommission für Bildung Vernor Muñoz der deutschen Regierung, das mehrgliedrige Schulsystem, das sich „auf arme Kinder und Migrantenkinder sowie Kinder mit Behinderung negativ“ auswirke, noch einmal zu überdenken. Deutsche Pädagogen und vor allen Dingen pädagogisch vorprägte Bildungspolitiker werfen im Gegenzug Muñoz vor, dass deutsche Bildungssystem nicht verstanden zu haben, da er sich in erster Linie auf die unterschiedlichen Sprachgrundlagen der vierjährigen und sechsjährigen Grundschulformen der verschiedenen Bundesländer bezieht.[76]
- Forsmark/Schweden: Das schwedische Kernkraftwerk Forsmark wird nach einer Bombendrohung evakuiert. Seit einem Störfall Ende Juli 2006, bei dem ein Reaktor für insgesamt drei Monate abgeschaltet werden musste, war der Standort immer stärker in die Kritik der Öffentlichkeit geraten.[77]
- Kabul/Afghanistan: Die afghanische Regierung gibt zu für die Entlassung des Italieners Daniele Mastrogiacomo aus der Geiselhaft der Taliban im Austausch ihrerseits mehrere Taliban freigelassen zu haben.[78]

### Donnerstag, 22. März 2007

Rauchverbot

- Berlin/Deutschland: In der Bundesrepublik wird es in absehbarer Zeit kein einheitliches Rauchverbot für Gaststätten, Kneipen und Restaurants geben. Zwar einigen sich die Ministerpräsidenten der Bundesländer zwar auf einen weitgehenden Nichtraucherschutz in der Gastronomie, in Schulen, Kindergärten, Behörden, Theatern, öffentlichen Verkehrsmitteln und Discotheken. Aber letztlich einigt man sich nach Informationen durch Christian Wulff und Klaus Wowereit auf die Formulierung, dass Rauchen in Gaststätten grundsätzlich nur noch in einem abgetrennten, eventuell mit einem ‚R‘ gekennzeichneten, geschlossenem Raum erlaubt sein soll. Eine Minderheit der Länder räumt sich das Recht – wie u. a. Nordrhein-Westfalen und Niedersachsen – auf Ausnahmeregelungen ein. Der SPD-Gesundheitsexperte Karl Lauterbach nennt den Kompromiss in „jeder Beziehung unbrauchbar“. Die deutschen Mediziner halten diese Form für untragbar. Die Bundesärztekammer spricht offen von einem Versagen der Länder und die Deutsche Krebsgesellschaft reagiert mit offener Entrüstung.[79][80]
- Berlin/Deutschland: In einer Resolution verurteilten alle im Bundestag vertretenen Parteien die Haltung der Regierung in Nigeria zu Homosexualität. In Nigeria liegt ein Gesetzentwurf vor, der den Kontakt Homosexueller zu entsprechenden internationalen Selbsthilfegruppen untersagen soll.[81]
- Genf/Schweiz: Die WHO warnt vor der Ausbreitung multiresistenter Bakterienstämme, die die Bekämpfung von Tuberkulose massiv erschweren.[82]

### Freitag, 23. März 2007

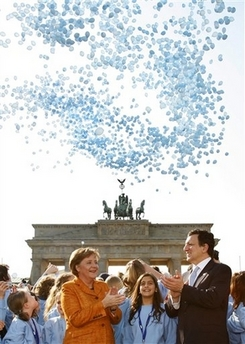
Gedenken an die Unterzeichnung der Römischen Verträge

- Abadan/Iran: 15 britische Soldaten in einem Schlauchboot werden bei einer Patrouille an der Mündung des Schatt al-Arab in den Persischen Golf von der iranischen Marine aufgegriffen. Der Iran wirft den Soldaten die Verletzung iranischen Territoriums vor, obwohl sie sich in irakischem Gewässer aufgehalten haben sollen. Dieser Zwischenfall führt zu Verwicklungen zwischen Großbritannien und dem Iran.[83]
- Berlin/Deutschland: Eisbär Knut wird im Zoologischen Garten Berlin von Zoo-Direktor Bernhard Blaszkiewitz und Bundesumweltminister Sigmar Gabriel offiziell der Öffentlichkeit vorgestellt.
- Europäische Union: In den verschiedenen Mitgliedsstaaten der EU beginnen die Feierlichkeiten und Gedenkstunden der Parlamente zum 50. Jahrestag der Römischen Verträge.[84]
- Sundern/Deutschland: Im Sauerland sorgen in der Nacht erneute Schneefälle für einen Zusammenbruch des Verkehrs auf einigen Autobahnen und Straßen, die teilweise gesperrt werden müssen. Bei Sundern verunglücken zwei Männer mit ihrem Wagen tödlich, als ein Lastwagen quer in den Gegenverkehr schleudert. Durch die Rückkehr des Winters kommt es auch in den Bundesländern Hessen, Rheinland-Pfalz und Thüringen zu zahlreichen Unfällen. Norddeutschland bleibt weitgehend verschont; lediglich in Lübeck hat man mit dem Hochwasser der Trave zu kämpfen, das einige Straßen der Altstadt überflutet.

### Sonntag, 25. März 2007

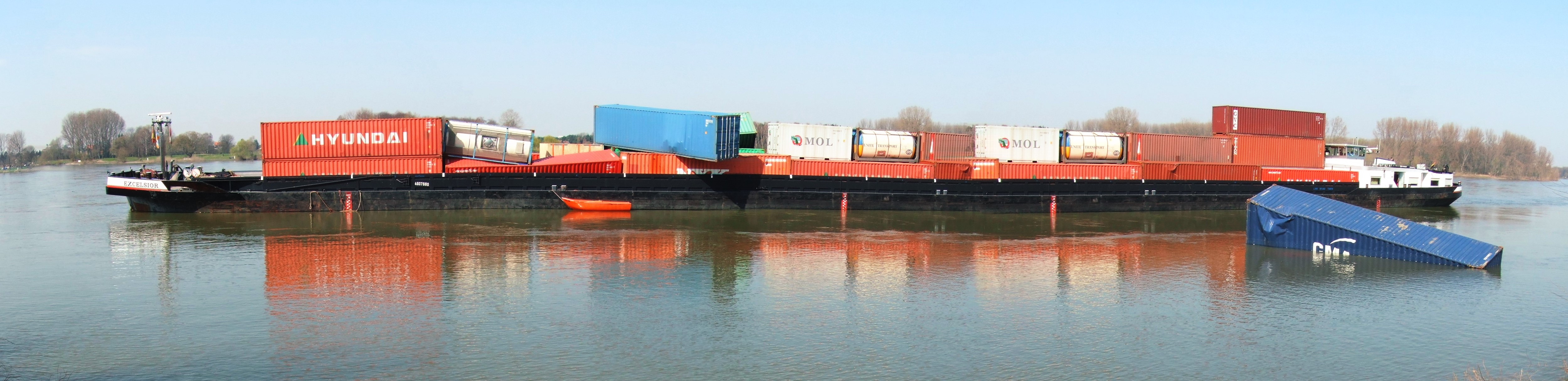
Havariertes Flussschiff Excelsior

- Dortmund/Deutschland: Die Linkspartei.PDS und die WASG beschließen die Fusion ihrer Parteien.[85]
- Karlsruhe/Deutschland: Nach 24 Jahren Haft wird die ehemalige RAF-Terroristin Brigitte Mohnhaupt vorzeitig entlassen.[86]
- Berlin/Deutschland: 50 Jahre nach der Unterzeichnung der Römischen Verträge treffen sich in Berlin die Staatsoberhäupter aller 27 EU-Mitgliedsstaaten zu einem Festakt anlässlich der Unterzeichnung der Berliner Erklärung. Darin bekennt sich die Europäische Union zu grundsätzlichen Reformen und zur Schaffung einer neuen vertraglichen Grundlage bis 2009.[87]
- Jerewan/Armenien: Andranik Markarjan, Premierminister Armeniens, stirbt an einem Herzinfarkt.
- Dresden/Deutschland: In Dresden nehmen 20.000 Bürger an einer Kundgebung gegen den Verzicht auf den Status Weltkulturerbe Oberes Elbtal im Zusammenhang mit dem Bau der Waldschlößchenbrücke teil.[88]
- Köln/Deutschland: Auf dem Rhein bei Köln-Zündorf verliert das Frachtschiff Excelsior bei einem Wendemanöver 32 Container. Die Binnenschifffahrt auf dem Fluss wird eingestellt, voraussichtlich für mehrere Tage.[89]
- Simbabwe: Im Hwange-Nationalpark fällt ein in der Mast befindlicher Elefantenbulle eine Gruppe von britischen Touristen an und tötet zwei von ihnen.[90]

### Montag, 26. März 2007
- Düsseldorf/Deutschland: In ganz Nordrhein-Westfalen startet mit dem Prüfungsfach Deutsch an 800 Gymnasien und Gesamtschulen erstmals die erste sechsstündige Zentralabiturprüfung, die den Schülern in Abweichung zur alten Regelung vier zentral ausgewählte Prüfungsthemen zur wahlweisen Bearbeitung vorlegt. Damit soll zum einen Chancengleichheit beim Absolvieren des Abiturs, eine relative Vergleichbarkeit der Abschlüsse und zum anderen die Durchführung eines wirklich einheitlichen Lehrplans erwirkt werden. Bei den Lehrern und rund 64.000 Schülern herrscht bisher Zufriedenheit mit den neuen Prüfmodus.[91]
- Europäische Union: Die EU-Finanzminister verständigen sich auf die Einführung eines einheitlichen Europäischen Zahlungsraumes.[92]

### Dienstag, 27. März 2007

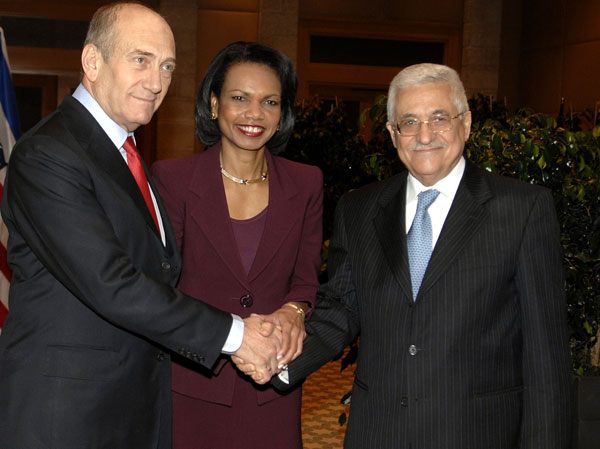
Ehud Olmert, Condoleezza Rice, Mahmud Abbas

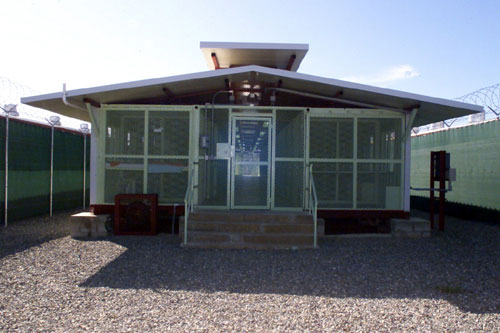
Arrestblock im Lager für „irreguläre Kämpfer“ im Stützpunkt Guantanamo

- Tel Aviv/Israel: Der israelische Premierminister Ehud Olmert und der palästinensische Präsident Mahmud Abbas vereinbaren zweiwöchige Friedensgespräche.[93]
- Kuba: Im Gefangenenlager des Stützpunkts der Streitkräfte der Vereinigten Staaten bekennt sich der australische Häftling David Hicks nach fünf Jahren Haft für schuldig, ein „irregulärer Kämpfer“ im Dienst des islamistischen Terrorismus zu sein. Der zum Islam übergetretene Australier wurde 2001 in Afghanistan verhaftet und kann den Rest seiner Strafe nach dem Geständnis in Australien verbüßen.[94]
- München/Deutschland: Das amtierende Zentralvorstandsmitglied und Europa-Chef der Siemens AG Johannes Feldmayer wird wegen des Verdachts der Untreue verhaftet.[95]
- Brüssel/Belgien: Nach Berichten der Belga findet eine groß angelegte Razzia der Polizei in Italien, Frankreich, Luxemburg und Belgien in den Räumen von Beamten der EU-Kommission, Assistenten und Assistentinnen verschiedener EU-Abgeordneter sowie in Banken und Firmenräumen aufgrund des Verdachts auf Korruption statt.[96]

### Mittwoch, 28. März 2007

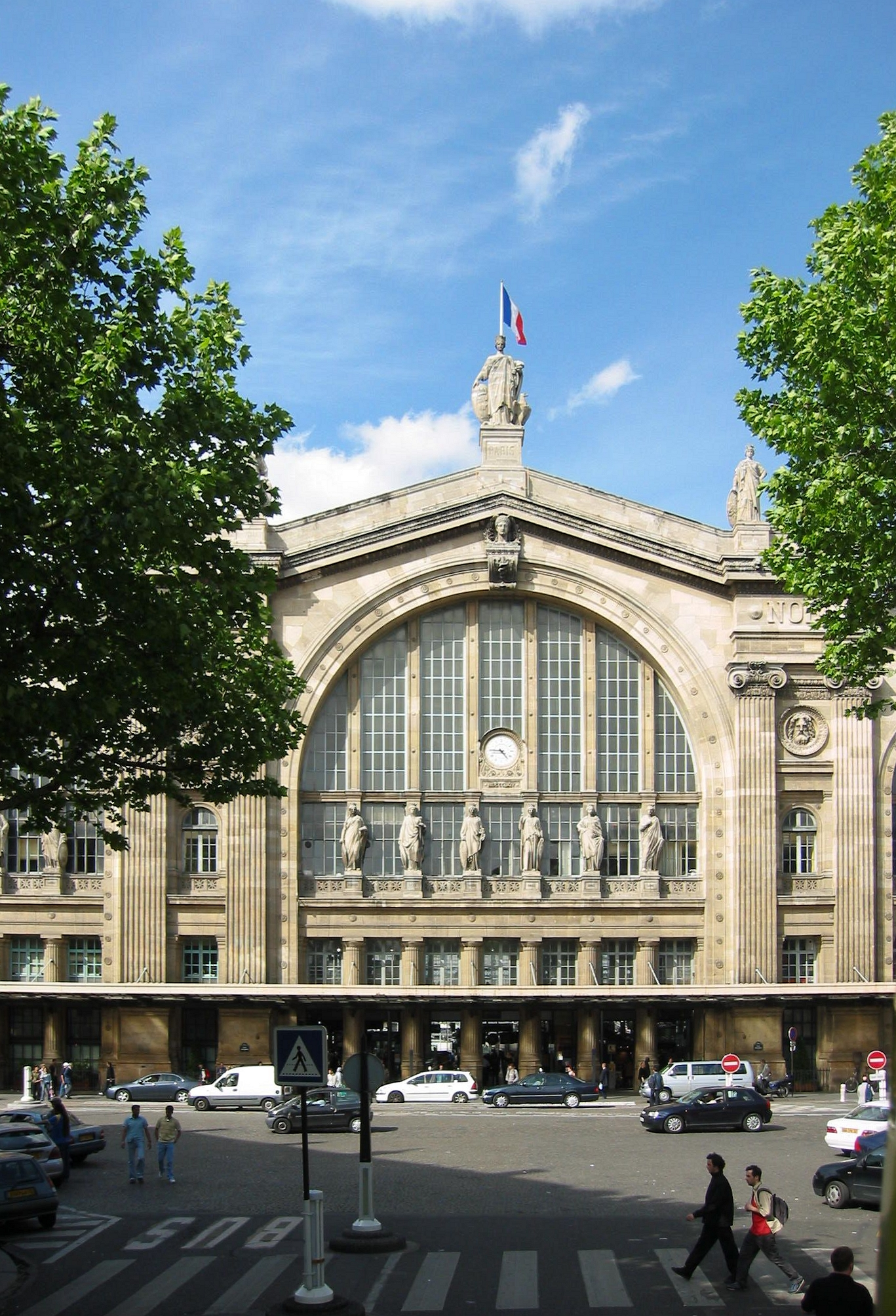
Gare du Nord in Paris

- Moskau/Russland: Präsident Wladimir Putin erläutert mit seinem Amtskollegen, dem US-amerikanischen Präsident George W. Bush in einem von diesem initiierten Telefongespräch die russischen Einwände gegen die US-Raketenabwehrpläne in Osteuropa. Bush erklärt sich daraufhin zu detaillierten Beratungen bereit. Putin warnt im Kontext vor einer Unabhängigkeit des Kosovo entgegen der öffentlichen Meinung Serbiens.[97][98]
- London/Vereinigtes Königreich: Tony Blair lässt die diplomatischen Beziehungen zu Teheran einfrieren, da die Verhandlungen wegen der durch den Iran verhafteten 15 britischen Marinesoldaten keinen Fortschritt zeigen. Daraufhin erklärt der iranische Außenminister die bevorstehende Freilassung der einzigen Frau unter den Verhafteten. Das britische Verteidigungsministerium hatte bereits am Vortag Material veröffentlicht, aus dem mittels der GPS-Daten zu ersehen war, dass sich die Soldaten während ihrer Festnahme auf dem Schatt al-Arab 1,7 Seemeilen vor der iranischen Grenze befanden.[99][100]
- Paris/Frankreich: Krawalle am Pariser Nordbahnhof, dem Gare du Nord, die sich an der Verhaftung eines Schwarzfahrers durch Kontrollbeamte der Pariser Verkehrsbetriebe entzünden, halten die Polizei mit Plünderungen und Scharmützeln für sechs Stunden in Atem.[101][102]
- München/Deutschland: Nach der Verhaftung des Siemens-Spitzenmanagers Johannes Feldmayer und dessen Beurlaubung durch den Konzern wirft die IG Metall dem Unternehmen jahrzehntelange Beeinflussung der Arbeitnehmervertretungen vor. Außerdem erwägt sie eine Strafanzeige wegen Manipulation der Betriebsräte.[103][104]

### Donnerstag, 29. März 2007
- New York/USA: Der britische Architekt Richard Rogers wird mit dem diesjährigen Pritzker-Preis für Baukunst ausgezeichnet.[105]

### Freitag, 30. März 2007

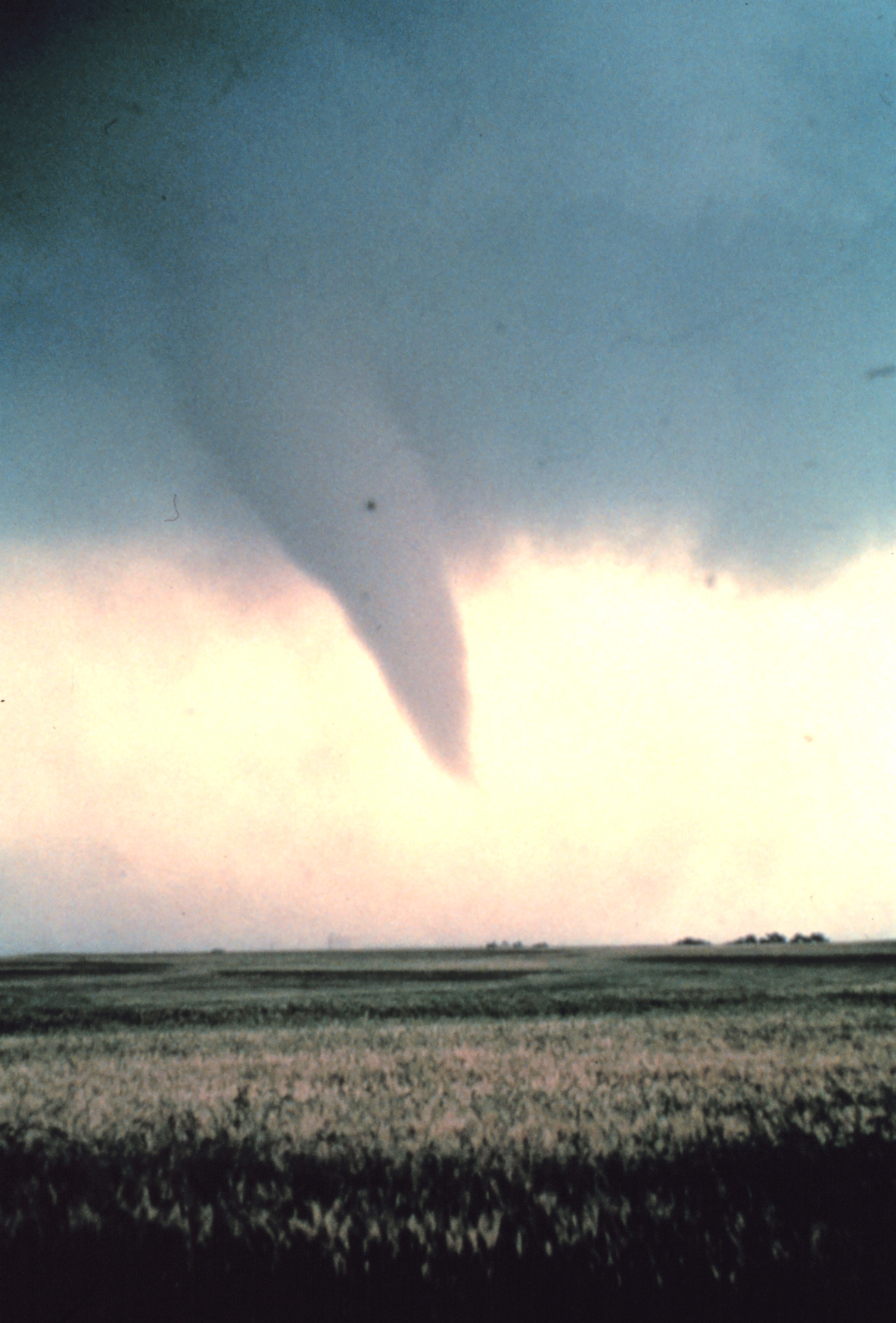
Tornado

- Berlin/Deutschland: Auch der Bundesrat stimmt für die „Rente mit 67“. Von 2012 bis 2029 wird das Renteneintrittsalter schrittweise von 65 auf 67 angehoben werden.[106]
- Denver/Vereinigte Staaten: Bei einer Serie von 65 Tornados in den US-Bundesstaaten Colorado, Oklahoma, Texas, Kansas, Nebraska, Wyoming und Texas kommen mindestens vier Menschen ums Leben.[107]
- Essen/Deutschland: Der KarstadtQuelle-Konzern entschädigt die Wertheim-Erben nach jahrelangem Rechtsstreit mit 88 Millionen Euro.[108]
- Karlsruhe/Deutschland: Das Bundesverfassungsgericht erteilt dem Eilantrag der Linksfraktion gegen den Einsatz von Tornado-Aufklärungsflugzeugen der Bundeswehr in Afghanistan eine Absage.[109]

### Samstag, 31. März 2007
- München/Deutschland: Der 43-jährige Boxer Henry Maske besiegt in seinem Comeback-Kampf den gleichaltrigen US-Amerikaner Virgil Hill, der ihm vor elf Jahren die einzige Niederlage seiner Karriere zufügte, nach Punkten. Nach dem Kampf erklärt Maske endgültig seinen Rücktritt.[110]
- Sydney/Australien: 2,2 Millionen Menschen nehmen an der Earth Hour nach einer Idee des WWF Australia teil. Sie soll zum Nachdenken über den Verbrauch von elektrischer Energie anregen.[111]

## Weblinks

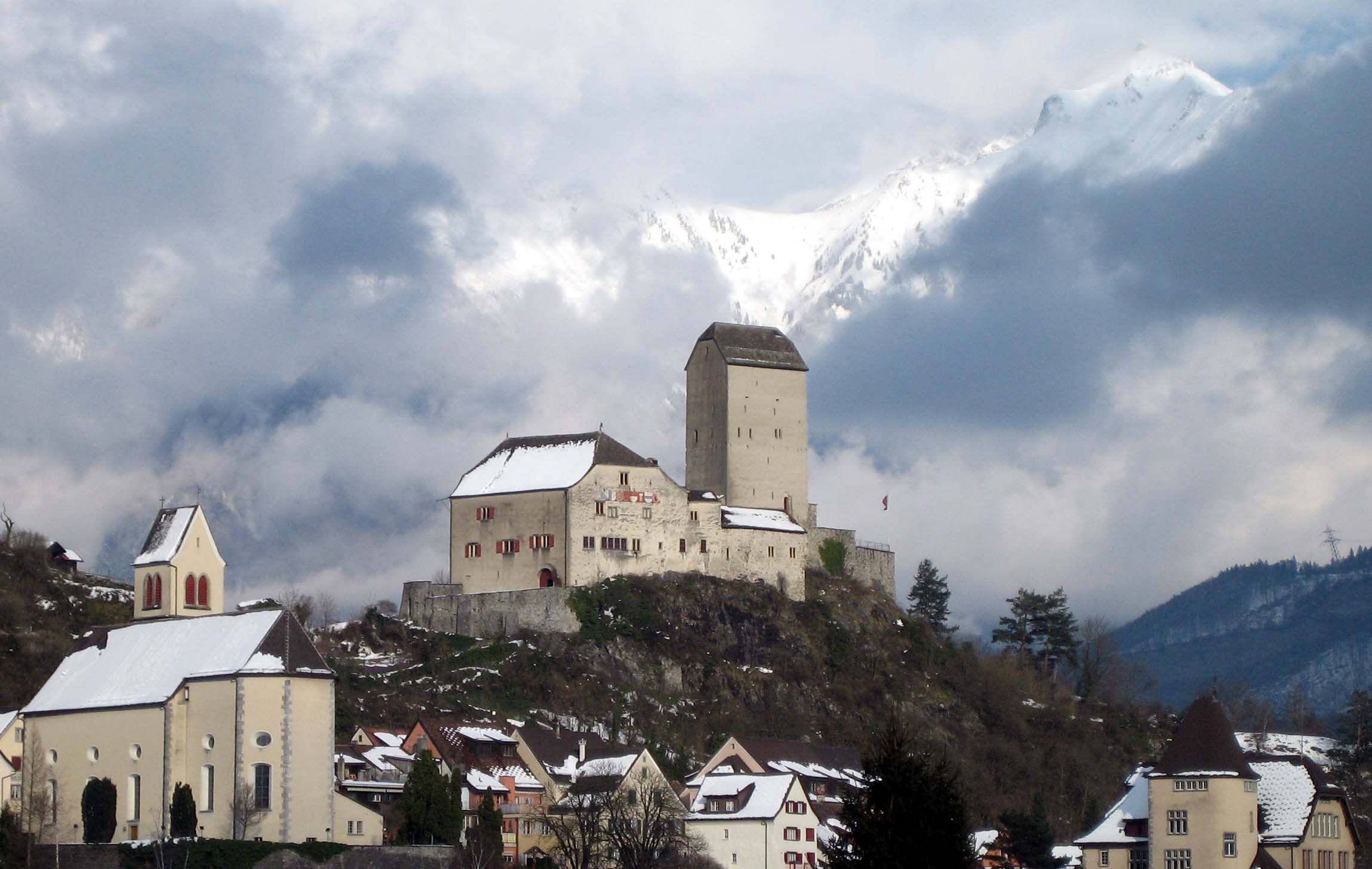
Kanton St. Gallen im März 2007